# Celeste O'Connor
Celeste O'Connor (Nairobi, 2 dicembre 1998) è un'attrice statunitense. È nota per aver interpretato Paloma Davis nel film Prime Video Selah and the Spades, l'acchiappafantasmi Lucky Domingo nel franchise Ghostbusters e Mattie Franklin (Spider-Woman) nel film Madame Web.

## Biografia
Celeste O'Connor è nata il 2 dicembre 1998 a Nairobi, in Kenya, da padre statunitense e madre keniota. O'Connor e il loro fratello minore sono cresciuti a Baltimora, nel Maryland, dai loro genitori. Frequentarono la Notre Dame Preparatory School e studiarono violino e canto alla Peabody Preparatory. A partire da aprile 2020, O'Connor frequentava l'Università Johns Hopkins specializzandosi in salute pubblica e pre-medicina. Hanno anche seguito un corso di studi islamici. O'Connor è interessata ai determinanti sociali della salute, tra cui la sicurezza alimentare, l'insicurezza abitativa e l'istruzione.

## Carriera
O'Connor ha interpretato la versione più giovane del personaggio di Gugu Mbatha-Raw nel film Netflix del 2018, L'unica. Sono apparsi nel film del 2019, Wetlands. Nel 2019, O'Connor ha interpretato Paloma Davis nel film Selah and the Spades. La reporter Anagha Komaragiri del The Daily Californian ha elogiato la "sottile" e "pensosa presenza" di O'Connor fino al "teso finale".
O'Connor è stata scritturata nel luglio 2019 per il film Ghostbusters: Legacy (diretto da Jason Reitman) nel ruolo della giovane acchiappafantasmi Lucky Domingo, uscito il 18 novembre 2021, e ha ripreso comunque il suo interprete nel sequel Ghostbusters - Minaccia glaciale (2024), diretto da Gil Kenan. Nel maggio 2022 ha ottenuto il ruolo della supereroina Spider-Woman (Mattie Franklin) nel film del Sony's Spider-Man Universe Madame Web, diretto da S. J. Clarkson, distribuito per il febbraio 2024.

## Vita privata
O'Connor è una sostenitrice del miglioramento della diversità e della rappresentazione nell'industria dell'intrattenimento.

## Filmografia

### Cinema
- Wetlands, regia di Emanuele Della Valle (2017)
- L'unica, regia di Stephanie Laing (2018)
- Selah and the Spades, regia di Tayarisha Poe (2019)
- Freaky, regia di Christopher Landon (2020)
- Ghostbusters: Legacy, regia di Jason Reitman (2021)
- The In Between - Non ti perderò, regia di Arie Posin (2022)
- A Good Person, regia di Zach Braff (2023)
- Madame Web, regia di S. J. Clarkson (2024)
- Ghostbusters - Minaccia glaciale, regia di Gil Kenan (2024)

## Doppiatori italiani
Nelle versioni in italiano nelle opere in cui ha recitato, Celeste O'Connor è stata doppiata da:
- Margherita De Risi in Ghostbusters: Legacy, The In Between - Non ti perderò, Madame Web, Ghostbusters - Minaccia glaciale
- Sara Labidi in Freaky
- Lucrezia Marricchi in A Good Person